# Sommer-Paralympics 2016/Teilnehmer (Färöer)
| stlisierte Goldmedaille | stlisierte Silbermedaille | stlisierte Bronzemedaille |
| ----------------------- | ------------------------- | ------------------------- |
| —                       | —                         | —                         |

Färöer entsendete zu den Paralympischen Sommerspielen 2016 in Rio de Janeiro eine Athletin.

## Teilnehmer nach Sportart

### Schwimmen
| Frauen         |                    |             |   |               |               |               |               |               |
| Krista Morkore | 50 m Freistil S10  | 32,54 sek   | 7 | ausgeschieden | ausgeschieden | ausgeschieden | ausgeschieden | ausgeschieden |
| Krista Morkore | 100 m Freistil S10 | 1:12,34 min | 6 | ausgeschieden | ausgeschieden | ausgeschieden | ausgeschieden | ausgeschieden |
| Krista Morkore | 400 m Freistil S10 | 5:18,50 min | 5 | ausgeschieden | ausgeschieden | ausgeschieden | ausgeschieden | ausgeschieden |